# Jerzewo (województwo łódzkie)
Jerzewo – wieś w Polsce położona w województwie łódzkim, w powiecie łowickim, w gminie Kiernozia.
W latach 1975–1998 miejscowość administracyjnie należała do województwa płockiego.